# Ca n'Ortadó
Ca n'Ortadó –abans Masia Rosa– havia estat una casa d'estiueig de Cerdanyola del Vallès. Fins al 2010 va ser la seu del Museu d'Història de Cerdanyola, però actualment aquesta funció l'ha assumit el Museu Ibèric de Ca n'Oliver.

## Edifici

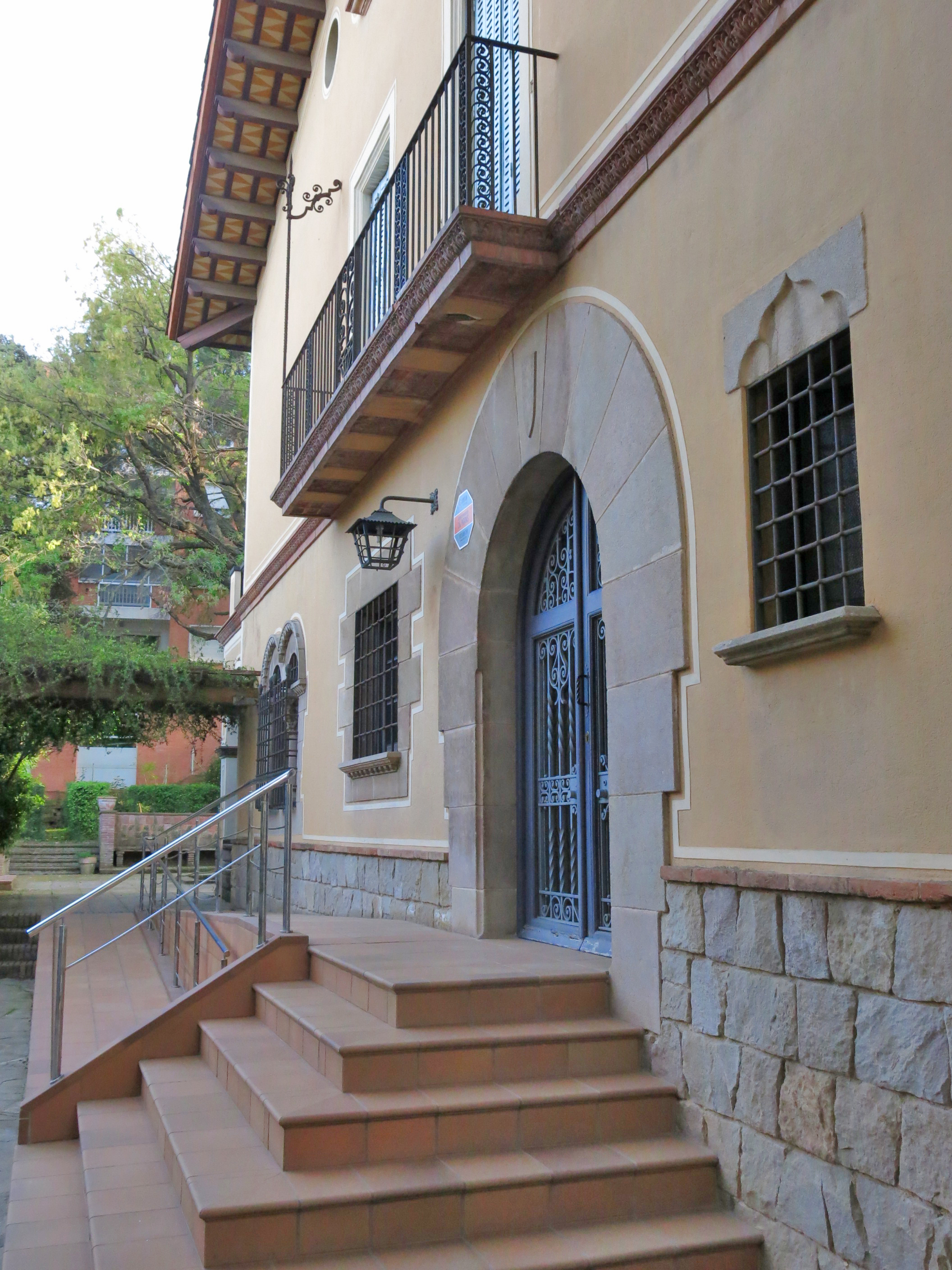
Façana interior

Edifici aïllat a quatre vents. Presenta planta baixa, pis i golfes. La seva planta és quadrada i la coberta en planta de creu. Sobre un sòcol de pedra s'aixequen les parets ornamentades amb esgrafiats. Les obertures estan encerclades per decoracions amb esgrafiats i elements de pedra. Teulada de teula amb ràfecs de gran volada sustentada per bigues de fusta i ornamentat amb llates i rajoles decorades. La façana posterior, que està sobre el jardí, té un gran balcó de barana de ferro acompanyat per dues galeries, amb barana de fusta treballada i lleugerament volades respecte al pla de la façana. Presenta simetria tant en façanes com en l'estructura de l'edifici. La casa està envoltada per un jardí amb notable treball d'enginyeria.

## Història
Durant els anys del 1912 al 1932, Rosa Maymó Morera, casada amb Antoni Ortadó Comas, va reagrupant diversos solars en què s'havia anat dividint una antiga gran propietat, d'una part del qual era propietari el seu pare. El novembre de 1929, Rosita Maymó sol·licita permís per reformar la seva casa, d'acord amb el projecte de l'arquitecte Joaquim Lloret i Oms, que s'inspirà en un masia tradicional catalana, de regust noucentista. L'any 1968 Maria Assumpció Ortadó Maymó heretà la finca de la seva mare i el 1990, després d'una mobilització veïnal, la casa i el jardí passaren a propietat municipal.
Fins al 2010 Ca n'Ortadó va ser el museu que exposava la història de la ciutat i també una part dels objectes trobats en excavacions arqueològiques de Cerdanyola del Vallès. El museu oferia al públic vídeos i recreacions d'escenes quotidianes de la vida de la ciutat. També hi figuren les escultures d'uns caps de lleó trobats a Catalunya.
Des del 2011 fins al 2025, fou la seu del Centre de Normalització Lingüística Vallès Occidental 3 Arxivat 2018-03-16 a Wayback Machine. i el Servei Local de Català de Cerdanyola del Vallès, que formen part del Consorci per a la Normalització Lingüística.